# VW EA113
Der VW EA113 ist eine Baureihe von Ottomotoren mit vier Zylindern, die seit 1995 von der Volkswagen AG im Konzern eingesetzt wird. Sie debütierte im Audi A4 B5 (längs) und Audi A3 8L (quer, 1996) und fand Verwendung in Modellen wie dem VW Golf IV, Audi S3 oder Touran EcoFuel. Der EA113 löste den VW EA827 ab und wurde später vom VW EA888 beerbt.

## Allgemeines
Der VW EA113 (EA = Entwicklungsauftrag) ist eine Ottomotoren-Baureihe der Volkswagen AG mit vier Zylindern. Die Motoren werden seit 1995 in verschiedenen Fahrzeugen des Volkswagenkonzerns verwendet. Der Motor hatte seine Premiere im Audi A4 B5 (längs) sowie Audi A3 8L (quer, 1996). Von seinem Vorgänger EA827 unterscheidet er sich durch die fehlende Zwischenwelle, eine zahnriemengetriebene Wasserpumpe, eine verteilerlose Zündanlage und zwei obenliegende Nockenwellen mit Querstromzylinderkopf (bei dem Ein- und Auslassflansch nicht mehr auf einer Seite sind). Auch die Versionen mit einer obenliegenden Nockenwelle und zwei Ventilen pro Zylinder haben einen Querstromzylinderkopf. Ein einzelner Poly-V-Riemen treibt die Nebenaggregate an (bis dahin mehrere Keilriemen). Der Motor wurde ab dem Golf IV auch bei Volkswagen verwendet, ebenso in verschiedenen Audi-Modellen, darunter im Audi A3, A4, A6 sowie im Audi S3. Es gab ihn auch als Fünfventil-Motor (frei saugend und mit Turbolader). Bei den meisten Varianten des EA113 treibt ein Zahnriemen die Nockenwelle an, es gibt aber auch Varianten mit einer Steuerkette.
Auch der mit Methan (Erdgas, CNG) betriebene EcoFuel-Motor der Modelle Caddy und Touran basiert auf dem EA113. Dafür wurden einige Komponenten überarbeitet. Er hat keine Direkteinspritzung, sondern das Gas wird ins Saugrohr eingeblasen. Der Motor ist monovalent auf den Betrieb mit CNG optimiert und läuft mit Benzin im Notbetrieb mit verringerter Leistung, das Gemisch bereitet in diesem Fall eine Saugrohreinspritzung auf.

## Technische Merkmale

### Aufbau und Innovationen
Der EA113 unterscheidet sich vom EA827 durch:
- Zwei obenliegende Nockenwellen (DOHC) mit Querstromzylinderkopf (Ein-/Auslass auf gegenüberliegenden Seiten).
- Wegfall der Zwischenwelle, zahnriemengetriebene Wasserpumpe und verteilerlose Zündung.
- Ein Poly-V-Riemen für Nebenaggregate statt mehrerer Keilriemen.
- Ventilsteuerung erfolgt meist per Zahnriemen, selten per Steuerkette (z. B. 1.6 FSI im Audi A3 8P). Es gibt Varianten mit zwei (OHC) oder fünf Ventilen pro Zylinder (Saugmotor oder Turbolader).

### Gemischaufbereitung und Aufladung
Der Motor bietet:
- Saugrohreinspritzung (SRE) bei Basisversionen.
- Direkteinspritzung (FSI) bei neueren Modellen.
- CNG-Betrieb (EcoFuel) mit Gas-Einblasung ins Saugrohr (monovalent, Notbetrieb mit Benzin).
- Turbolader mit Ladeluftkühler steigern die Leistung in Hochleistungsvarianten (z. B. TFSI).

### Einsatz
Der EA113 deckt Hubräume von 1,6 bis 2,5 Litern ab, mit Leistungen von 55 kW (75 PS) bis 206 kW (280 PS). Die Hochdruck-Kraftstoffpumpe (HPFP) wird über die Nockenwelle angetrieben. Frühe Modelle nutzten eine Nocke mit Pumpenstößel, was zu Verschleiß führte. Später kamen vier Nocken mit Rollenstößel und gehärtete Nockenwellen, um Probleme zu beheben. 
Beispiele:
- 1.6: 75 kW (Audi A3, VW Golf).
- 2.0 TFSI: 147–206 kW (Audi S3, Golf GTI).
- EcoFuel: 80 kW (Caddy, Touran, CNG-optimiert).
- Eingesetzt wurde er in VW-, Audi-, Seat- und Škoda-Modellen bis ca. 2015.

## Technische Daten (Auswahl)
|                     | 2.0 (80kW)                  | 2.0 (125 kW)                        | 2.0 (136 kW)                    | 2.0 (147 kW)                        | 2.0 (162 kW)                    | 2.0 (162–195 kW)                            | 2.0 (169 kW)                    | 2.0 (177 kW)                    | 2.0 (195–206 kW)                       |
| ------------------- | --------------------------- | ----------------------------------- | ------------------------------- | ----------------------------------- | ------------------------------- | ------------------------------------------- | ------------------------------- | ------------------------------- | -------------------------------------- |
| Motorkennbuchstaben | BSX                         | BPJ                                 | BWA                             | AXX, BWA, BWE, BPY                  | BUL                             | CDLC, CDLD, CDLG, CDLH, CDLJ                | BYD                             | BWJ                             | BHZ, CDLA, CDLF, CDLB, CDLK            |
| Bauart              | Reihenvierzylinder          | Reihenvierzylinder                  | Reihenvierzylinder              | Reihenvierzylinder                  | Reihenvierzylinder              | Reihenvierzylinder                          | Reihenvierzylinder              | Reihenvierzylinder              | Reihenvierzylinder                     |
| Anzahl Ventile      | 8                           | 16                                  | 16                              | 16                                  | 16                              | 16                                          | 16                              | 16                              | 16                                     |
| Ventilsteuerung     | OHC                         | OHC bzw. DOHC, Zahnriemen           | OHC bzw. DOHC, Zahnriemen       | OHC bzw. DOHC, Zahnriemen           | OHC bzw. DOHC, Zahnriemen       | OHC bzw. DOHC, Zahnriemen                   | OHC bzw. DOHC, Zahnriemen       | OHC bzw. DOHC, Zahnriemen       | OHC bzw. DOHC, Zahnriemen              |
| Hubraum             | 1984 cm3                    | 1984 cm3                            | 1984 cm3                        | 1984 cm3                            | 1984 cm3                        | 1984 cm3                                    | 1984 cm3                        | 1984 cm3                        | 1984 cm3                               |
| Bohrung × Hub       | 82,5 × 92,8 mm              | 82,5 × 92,8 mm                      | 82,5 × 92,8 mm                  | 82,5 × 92,8 mm                      | 82,5 × 92,8 mm                  | 82,5 × 92,8 mm                              | 82,5 × 92,8 mm                  | 82,5 × 92,8 mm                  | 82,5 × 92,8 mm                         |
| Verdichtung         | 13,5                        | 10,5                                | 10,3                            | 10,3                                | 10,3                            | 9,8                                         | 10,3                            | 10,3                            | 9,8                                    |
| Gemischaufbereitung | CNG SRE                     | Saugrohr und Direkteinspritzung     | Saugrohr und Direkteinspritzung | Saugrohr und Direkteinspritzung     | Saugrohr und Direkteinspritzung | Saugrohr und Direkteinspritzung             | Saugrohr und Direkteinspritzung | Saugrohr und Direkteinspritzung | Saugrohr und Direkteinspritzung        |
| Aufladung           | ohne                        | Turbolader                          | Turbolader                      | Turbolader                          | Turbolader                      | Turbolader                                  | Turbolader                      | Turbolader                      | Turbolader                             |
| Kühlung             | Wasserkühlung               | Wasserkühlung                       | Wasserkühlung                   | Wasserkühlung                       | Wasserkühlung                   | Wasserkühlung                               | Wasserkühlung                   | Wasserkühlung                   | Wasserkühlung                          |
| max. Leistung       | 80kW (109PS) bei 5400 min−1 | 125 kW (170 PS) bei 4300–6000 min−1 | 136 kW (185 PS) bei 6000 min−1  | 147 kW (200 PS) bei 5100–6000 min−1 | 162 kW (220 PS) bei 5900 min−1  | 162–195 kW (220–265 PS) bei 4500–6300 min−1 | 169 kW (230 PS) bei 5500 min−1  | 177 kW (241 PS) bei 6000 min−1  | 195–206 kW (265–280 PS) bei 6000 min−1 |
| max. Drehmoment     | 160Nm bei 3500–4700 min−1   | 280 Nm bei 1800–4200 min−1          | 270 Nm bei 1800–5000 min−1      | 280 Nm bei 1700–5000 min−1          | 300 Nm bei 2200–4800 min−1      | 300–350 Nm bei 2200–5200 min−1              | 300 Nm bei 2250–5200 min−1      | 300 Nm bei 2200–5200 min−1      | 350 Nm bei 2500–5000 min−1             |